# Le Gault-Perche
Le Gault-Perche és un municipi francès, situat al departament del Loir i Cher i a la regió de Centre – Vall del Loira. L'any 2007 tenia 266 habitants.

## Demografia

### Població
El 2007 la població de fet de Le Gault-Perche era de 266 persones. Hi havia 138 famílies, de les quals 55 eren unipersonals (20 homes vivint sols i 35 dones vivint soles), 63 parelles sense fills i 20 parelles amb fills.
La població ha evolucionat segons el següent gràfic:
Habitants censats

### Habitatges
El 2007 hi havia 269 habitatges, 142 eren l'habitatge principal de la família, 109 eren segones residències i 18 estaven desocupats. 262 eren cases i 1 era un apartament. Dels 142 habitatges principals, 114 estaven ocupats pels seus propietaris, 21 estaven llogats i ocupats pels llogaters i 7 estaven cedits a títol gratuït; 1 tenia una cambra, 17 en tenien dues, 31 en tenien tres, 38 en tenien quatre i 55 en tenien cinc o més. 109 habitatges disposaven pel capbaix d'una plaça de pàrquing. A 95 habitatges hi havia un automòbil i a 33 n'hi havia dos o més.

### Piràmide de població
La piràmide de població per edats i sexe el 2009 era:
| Homes | Edats   | Dones |
| ----- | ------- | ----- |
| 0     | 95 o +  | 0     |
| 4     | 90 a 94 | 0     |
| 4     | 85 a 89 | 8     |
| 0     | 80 a 84 | 0     |
| 8     | 75 a 79 | 4     |
| 20    | 70 a 74 | 20    |
| 24    | 65 a 69 | 12    |
| 8     | 60 a 64 | 24    |
| 12    | 55 a 59 | 8     |
| 12    | 50 a 54 | 4     |
| 4     | 45 a 49 | 8     |
| 4     | 40 a 44 | 4     |
| 8     | 35 a 39 | 4     |
| 12    | 30 a 34 | 0     |
| 16    | 25 a 29 | 16    |
| 0     | 20 a 24 | 4     |
| 0     | 15 a 19 | 0     |
| 0     | 10 a 14 | 0     |
| 16    | 5 a 9   | 8     |
| 12    | 0 a 4   | 0     |

## Economia
El 2007 la població en edat de treballar era de 147 persones, 98 eren actives i 49 eren inactives. De les 98 persones actives 88 estaven ocupades (60 homes i 28 dones) i 11 estaven aturades (4 homes i 7 dones). De les 49 persones inactives 27 estaven jubilades, 13 estaven estudiant i 9 estaven classificades com a «altres inactius».

### Ingressos
El 2009 a Le Gault-Perche hi havia 149 unitats fiscals que integraven 283 persones, la mediana anual d'ingressos fiscals per persona era de 16.272 €.

### Activitats econòmiques
Dels 11 establiments que hi havia el 2007, 1 era d'una empresa extractiva, 1 d'una empresa de fabricació d'altres productes industrials, 2 d'empreses de construcció, 4 d'empreses de comerç i reparació d'automòbils, 1 d'una empresa de transport i 2 d'empreses d'hostatgeria i restauració.
Dels 4 establiments de servei als particulars que hi havia el 2009, 1 era una fusteria, 1 electricista i 2 restaurants.
L'any 2000 a Le Gault-Perche hi havia 23 explotacions agrícoles que ocupaven un total de 1.580 hectàrees.

## Equipaments sanitaris i escolars
El 2009 hi havia una escola elemental.

## Poblacions més properes
El següent diagrama mostra les poblacions més properes.